# Chinn-Gletscher
Der Chinn-Gletscher ist ein 1,1 km langer und hängender Gletscher im ostantarktischen Viktorialand. In der Olympus Range fließt er von der Südseite des Mount Theseus zur Nordwand Wright Valley.
Das New Zealand Geographic Board benannte ihn 1998 nach dem neuseeländischen Glaziologen Trevor J. H. Chinn (1937–2018), der in mehreren Kampagnen zwischen 1974 und 1993 in den Antarktischen Trockentälern tätig war.